# Wolfe City
Wolfe City är en ort i Hunt County i Texas. Vid 2010 års folkräkning hade Wolfe City 1 412 invånare.